# Гобі
42°30′ пн. ш. 103°00′ сх. д. / 42.5° пн. ш. 103° сх. д.
Го́бі, Ґо́бі (монг. Говь; кит.: 戈壁(沙漠)) — просторий регіон у Центральній Азії (на територіях Монголії та Китаю), що характеризується пустельними і напівпустельними ландшафтами.

## Географія
Пустеля Гобі простягається від гір Алтаю і Тянь-Шаню на сході до Монгольського плато на заході; на півночі Гобі переходить у степи Монголії, на півдні регіон обмежений горами Наньшань, Алтинтаг та річкою Хуанхе. Гобі складають кілька географічних регіонів:
- Заалтайська Гобі
- Монгольська Гобі
- Алашанська Гобі
- Гашунська Гобі
- Джунгарська Гобі.

Гобі простягається на 1600 км від південного заходу на північний схід і 800 км із півночі на південь; площа оцінюється в 1,3 млн кв. км. За сукупністю пустельних територій Гобі є найбільшою пустелею Азії.

## Назва
Слово «гобі» монгольського походження й означає «безводне місце», цим словом у Центральній Азії позначають геть пустельні й напівпустельні ландшафти.

## Клімат
Клімат пустелі різко континентальний та залежить від висоти місцевості над рівнем моря. Пустеля має екстремальні коливання температур: зима холодна та супроводжується сильними вітрами, натомість літо дуже спекотне. Так, узимку температура опускається до −55 °C, водночас улітку — піднімається до +58 °C. Амплітуда коливання температур у Гобі становить 113 градусів.

## Фауна
Тваринний світ пустелі дуже бідний. Там мешкають Кінь Пржевальського, Кінь, Двогорбий верблюд, Вовк chanco.

## Опустелювання і боротьба з ним
Пустеля Гобі розширюється через опустелювання, найшвидше на південній околиці Китаю, де щороку захоплюється 3600 км2 (1390 квадратних миль) пасовищ. З 1996 по 2016 роки почастішали пилові бурі, що завдало ще більшої шкоди сільськогосподарській економіці Китаю. Проте в деяких районах процес опустелювання сповільнився або звернувся назад.
Північна та східна межі між пустелею та луками постійно змінюються. Це здебільшого пов'язано з кліматичними умовами перед вегетаційним періодом, які впливають на швидкість випаровування та подальший ріст рослин.
Розширення Гобі пояснюється в основному діяльністю людини, викликаною місцевим вирубуванням лісів, надмірним випасом худоби та виснаженням водних ресурсів, а також зміною клімату.
Китай пробував різні плани, щоб уповільнити розширення пустелі, які мали певний успіх. Програма захисту лісів Трьох Півночей (або «Великий зелений мур») — це урядовий проект Китаю з посадки дерев, розпочатий у 1978 році та триваючий до 2050 року. Мета програми — зупинити опустелювання шляхом посадки осики та інших швидкорослих дерев. дерева на 36,5 мільйонах гектарів у 551 окрузі 12 провінцій північного Китаю.

## Галерея

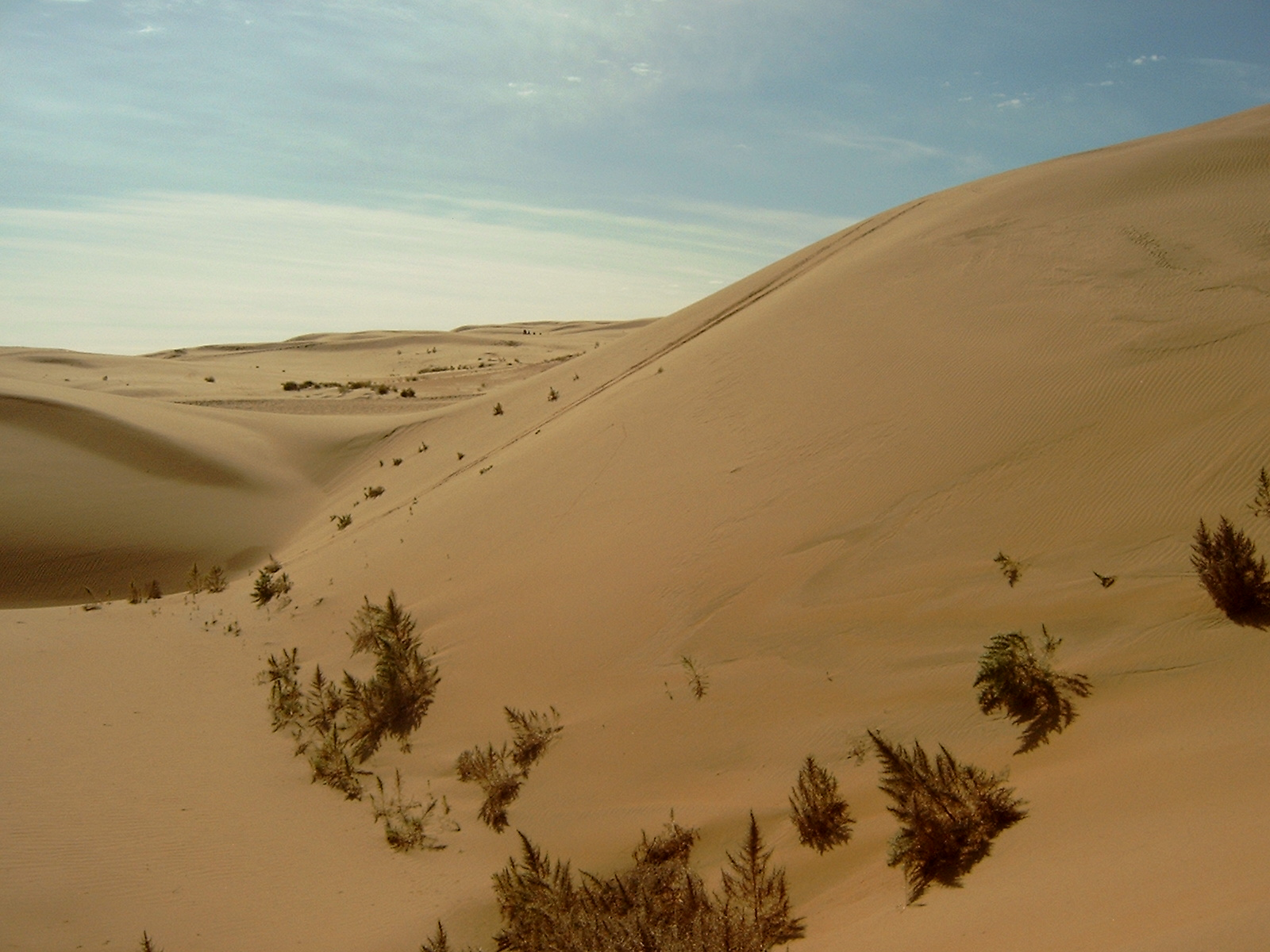
Пустеля Гобі на півночі Китаю
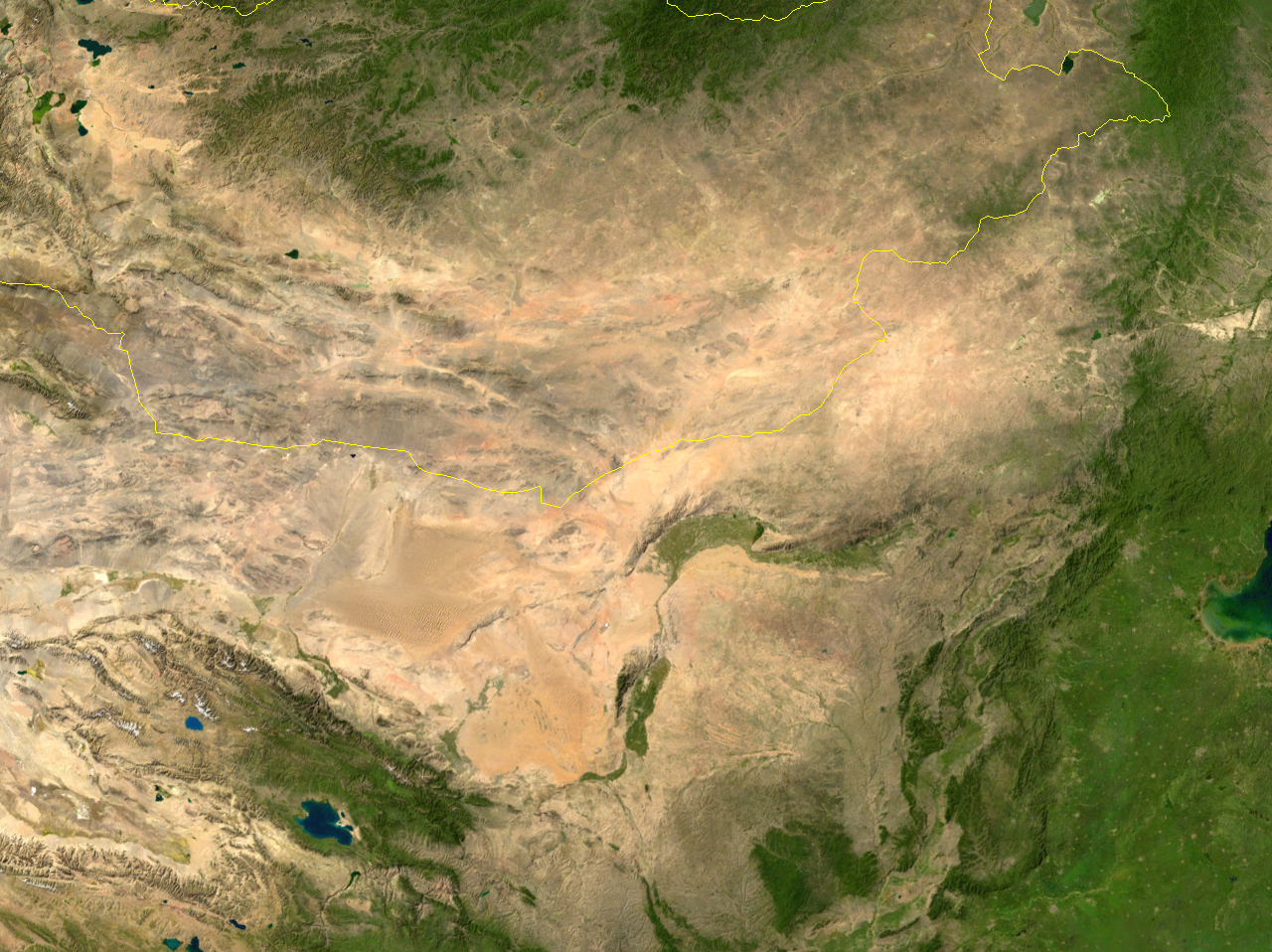
Супутникове зображення Гобі
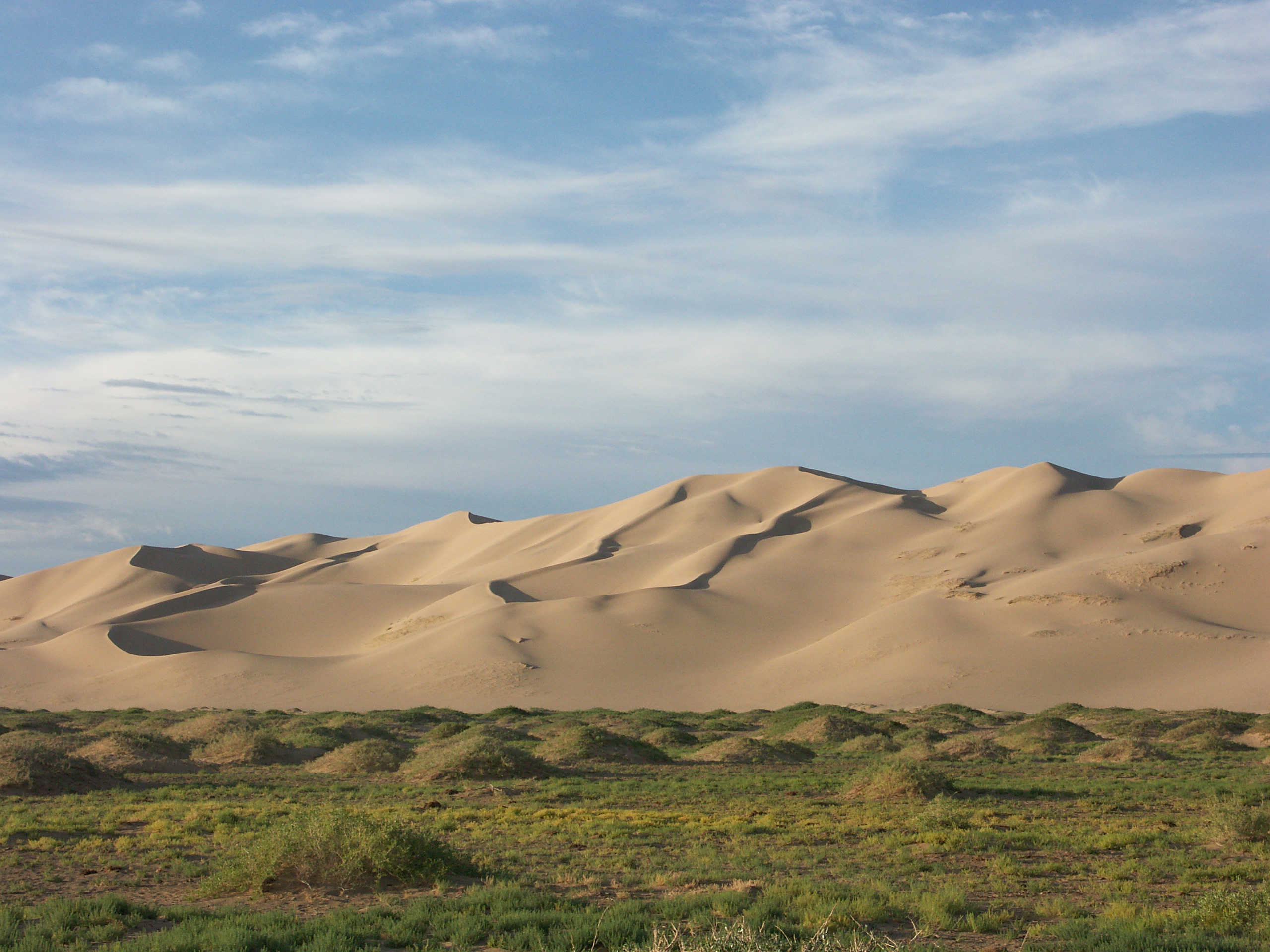
Піщані дюни Хонгорин-Елс у пустелі Гобі.